# La Dama de blanc
La dama de blanc és, segons històries i llegendes, un esperit femení que vesteix completament de blanc i que, segons la tradició a les nits se'l veu vagar en àrees rurals, generalment associada amb alguna llegenda local de rerefons tràgic, com la pèrdua d'una filla o la traïció sentimental com les més recurrents.

## Versions globals
En la llegenda popular medieval, es narra que una Dama Blanca apareix tant de dia com de nit en una casa on un membre de la família aviat morirà. També apareixen a les fotos just abans o després de la mort. Segons The Nuttall Encyclopædia, aquests esperits eren considerats com els fantasmes dels avantpassats difunts.

### Brasil
Anomenada Dama Branca o Mulher de Branco en portuguès, la Dama brasilera de blanc es diu que és el fantasma d'una jove que va morir per part o per causes violentes. Segons la llegenda, apareix com una dona pàl·lida amb un vestit blanc llarg o una bata de dormir. Encara que normalment sense paraules, de tant en tant explicarà les seves desgràcies. Els orígens del mite no estan clars. El Dicionário do Folclore Brasileiro (Diccionari de folklore brasiler) de Luís da Câmara Cascudo proposa que el fantasma està relacionat amb la mort violenta de dones blanques joves que van ser assassinades pels seus pares o marits en un assassinat "d'honor". Els motius més freqüents d'aquests assassinats d'honor eren l'adulteri (real o sospitós), la negació de relacions sexuals o els abusos. Monteiro Lobato al seu llibre Urupês descriu una dona jove morta de fam pel seu marit perquè sospitava que estava enamorada d'un esclau negre i només li donava la carn estofada del seu cadàver per menjar.

### Canadà
Les dames blanques es diuen Dames blanches en francès. Una llegenda popular afirma que els voltants de les cascades de Montmorency, prop de la ciutat de Quebec, estan embruixats per una dama blanca. Es diu que és l'esperit d'una jove dona francocanadenc el promès de la qual va ser assassinat mentre lluitava contra els britànics a la batalla de Beauport. La jove parella suposadament solia trobar-se a prop de la part superior de les cascades. En conseqüència, es diu que la dona en dol va escollir el lloc per acabar amb la seva vida llançant-se a les aigües embrasades mentre duia el vestit de núvia que havia manat fa poc que es confeccionessin. Una cascada més petita als voltants ara porta el nom de Chute de la Dame Blanche (Cascada de la Dama Blanca) en referència a aquesta llegenda.

### República Txeca
La Dama Blanca més coneguda de la República Txeca és el fantasma de Perchta de Rožmberk al castell de Rožmberk. Perchta de Rožmberk (c. 1429–1476) era filla d'un important noble bohemi, Oldřich II de Rožmberk. Es va casar amb un altre noble, Jan de Lichtenštejn (Joan de Liechtenstein) el 1449. El matrimoni va ser força infeliç. Un dels motius pot ser que el pare de Perchta es resistia a pagar el dot acordat. Durant la seva vida matrimonial, Perchta va escriure moltes cartes al seu pare i als seus germans amb descripcions acolorides de la seva infeliç vida familiar i el mal tracte per part de Jan de Lichtenštejn. Unes 32 d'aquestes cartes havien estat lliurades.Diu la llegenda que quan el seu marit s'estava morint, li va demanar perdó pel tracte que li havia donat. Perchta es va negar, i el seu marit la va maleir. Després de la seva mort, va tornar com un fantasma a les propietats de la seva família. Segons les llegendes, el fantasma era més evident als assentaments de Rožmberk, Český Krumlov, Jindřichův Hradec, Třeboň i Telč. La història de la Dama Blanca també s'inclou a les Antigues Llegendes de Bohèmia.

## Paral·lelismes
Llegendes o mites semblants a aquest es coneixen per tot el món.
- Melusina: A la llegenda de França, és una fada que apareix a l'amo del castell de Lusignan tres dies abans de la seva mort, anunciant també la mort de membres de la noblesa amb el seu plor.
- Banshee: A Irlanda, és una fada que es manifesta com un fantasma pàl·lid, assenyalant la mort d'un llinatge.
- Kuladéva: A l'Índia, es refereix als protectors de llinatges, un concepte que connecta amb aquestes llegendes.
- La núvia sense cap: Als Estats Units, és una figura que turmenta els turistes a Yellowstone, la història dels quals involucra un viatge on la núvia és decapitada pel seu marit després d'un conflicte sobre els diners.
- Dama de blanc a Mukilteo: Aquest fantasma intenta segrestar conductors i apareix al bosc prop de Clearview Drive, generant rumors sobre els seus crits.
- La Llorona: A Hispanoamèrica, Maria ofega els seus fills i se suïcida, convertint-se en un fantasma que busca els seus descendents, amb el seu plor anunciat la mort. Algunes versions inclouen el segrest de nens desobedients.
- Matlacihua: A Oaxaca, és un espectre que apareix a homes borratxos, portant-los a precipicis.